# Christiern Pedersen
Christiern Pedersen   (Hillerød, 1480 (Gregorià) - Helsinge, 16 de gener de 1554 (Gregorià))

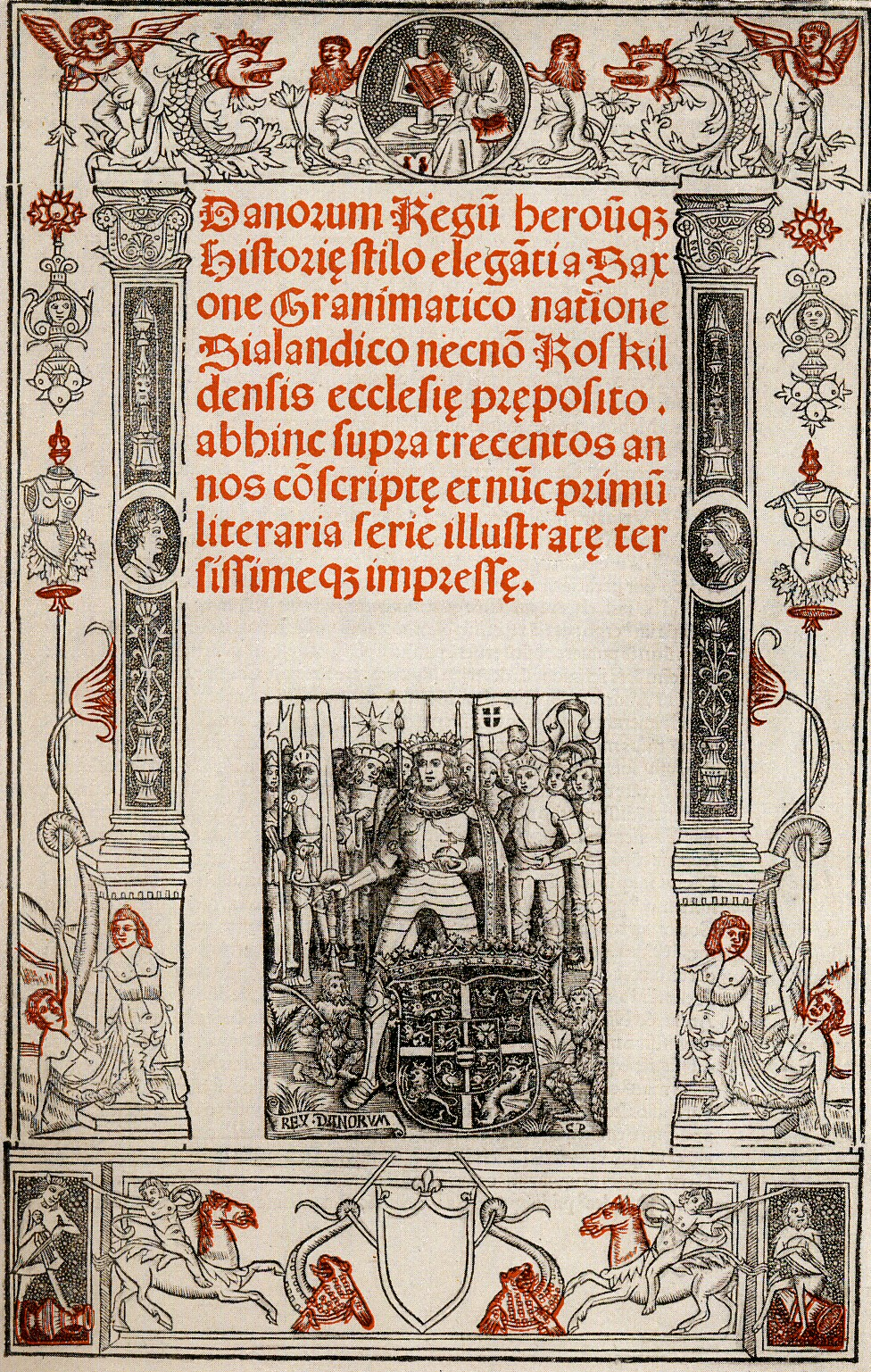
Portada de la Gesta Danorum (1514)

, va ser un canonge, erudit humanista, escriptor, impressor i editor danès.
Anomenat el «pare de la literatura danesa», va estudiar la carrera sacerdotal, i el 1505 va ser nomenat canonge de la catedral de Lund (Suècia). El 1510 es va traslladar a París, on va obtenir el grau de magister. Durant la seva permanència en aquesta capital va publicar un vocabulari llatí–danès (Vocabularium ad usum Danorum, 1510), la col·lecció de sentències de Leale i la primera edició impresa de la crònica Gesta Danorum atribuïda a Saxo Grammaticus que va publicar-se amb el títol Danorum Regum heroumque Historiae (Història del reis i herois dels danesos, 1514). L'any 1515 va tornar a Lund, on el 1522 va ser nomenat canceller de l'arquebisbe Veze. De nou a Dinamarca, va ser secretari del rei Cristià II a qui va seguir en el exili als Països Baixos. Allà, el 1528 Pedersen va renunciar al catolicisme i va abraçar la Reforma luterana, i va traduir el Nou Testament, els Salms i diversos escrits de Luter, i llavors va usar el títol de capellà del rei Cristià, a qui va deixar, quan aquest es va traslladar a Noruega el 1532. Aleshores Pedersen va establir-se a Malmö, on va fundar la primera impremta. L'any 1540 va tornar a Dinamarca, a Copenhaguen, on va rebre l'encàrrec de traduir la Bíblia al danès; en va fer la traducció en tres anys, però no es va publicar fins al 1550, després que el text fos revisat per una comissió, un dels membres de la qual era Peder Palladius, bisbe de Zelanda, i va sortir amb el títol de Bíblia de Cristian III.
Pedersen va publicar també diversos llibres ascètics', entre els quals, Jertegus Postille (París, 1515), els primers llibres de medicina danesos i les Cròniques de Carlemany i Holger Danske (Copenhaguen, 1850/56).